# Отанге
Отанге (фр. Autingues) насеље је и општина у североисточној Француској у региону Север-Па д Кале, у департману Па де Кале која припада префектури Сент Омер.
По подацима из 2011. године у општини је живело 293 становника, а густина насељености је износила 98,65 становника/km². Општина се простире на површини од 2,97 km². Налази се на средњој надморској висини од 21 метар (максималној 45 m, а минималној 4 m).

## Демографија
| 1962. | 1968. | 1975. | 1982. | 1990. | 1999. | 2011. |
| ----- | ----- | ----- | ----- | ----- | ----- | ----- |
| 146   | 182   | 223   | 230   | 224   | 255   | 293   |

График промене броја становника у току последњих година